# Робертс, Майкл
Майкл Робертс (англ. Michael Roberts; 21 мая 1908, Лизэм-Сент-Анс, Файлд, Ланкашир, Великобритания — 31 декабря 1996 ) — британский историк Нового времени. Член Британской Академии и Ирландской Королевской Академии.

## Биография
Образование получил в Брайтон-колледже и Вустер-Колледже.
С 1935 года преподавал в Университете Родса в Грейамстауне (ЮАР).
В 1944—1946 годах возглавлял Британский совет в Стокгольме.
В 1954—1973 годах являлся преподавателем современной истории в Университете Квинс в Белфасте.
Являлся приглашённым профессором университетов США.
Почётный доктор Стокгольмского университета, член Шведской королевской академии словесности.

## Научное наследие
Известен как создатель теории «Революции в военном деле», которую представил на лекции в Университете Квинс в 1955 году. Согласно этой теории, изменения в военной тактике и технологиях привели к революционно новому методу ведения войны.
Проявил себя как выдающийся скандинавовед, специализируясь на истории Швеции.

### Научные труды
- The Whig Party, 1807—1812 (1939).
- Gustav Adolf the Great (1940) (переводчик).
- Gustavus Adolphus, A History of Sweden 1611—1632 (в 2-х тт., 1953—1958).
- Sweden as a great power 1611—1697 (1968).
- The early Vasas: a history of Sweden 1523—1611 (1968).
- Gustavus Adolphus and the Rise of Sweden (1973).
- Twelve pieces and an introduction from Fridas bok (1975) (переводчик).
- Epistles and songs: Carl Michael Bellman (в 3-х тт., 1977—1981) (переводчик).
- The Swedish imperial experience, 1560—1718 (1979).
- British Diplomacy and Swedish Politics, 1758—1773 (1980).
- The Age of Liberty: Sweden 1719—1772 (1986).
- From Oxenstierna to Charles XII: four studies (1991).